# بوب تايلور (لاعب كرة قاعدة)
بوب تايلور (بالإنجليزية: Bob Taylor)‏ هو لاعب كرة قاعدة أمريكي، ولد في 20 مارس 1944 في مسيسيبي في الولايات المتحدة.

## وصلات خارجية
- بوب تايلور على موقع دوري كرة القاعدة الرئيسي (الإنجليزية)
- بوب تايلور على موقع الدوري الياباني لكرة القاعدة (الإنجليزية)
- بوب تايلور على موقعبيزبول رفرنس.كوم (الدوري الرئيسي) (الإنجليزية)
- بوب تايلور على موقعبيزبول رفرنس.كوم (الدوري الثانوي) (الإنجليزية)
- بوب تايلور على موقع إي إس بي إن.كوم (أم.أل.بي) (الإنجليزية)
- بوب تايلور على موقع مشجعي الرسوم البيانية (الإنجليزية)